# 1203
Високе Середньовіччя •  Золота доба ісламу •  Реконкіста •  Хрестові походи •  Київська Русь

## Геополітична ситуація
Олексій IV Ангел очолив Візантію (до 1204). У Німеччині триває боротьба за владу між Філіпом Швабським та Оттоном IV. Філіп II Август править у Франції (до 1223).
Апеннінський півострів розділений: північ належить Священній Римській імперії, середню частину займає Папська область, більша частина півдня належить Сицилійському королівству. Деякі міста півночі: Венеція, Піза, Генуя тощо, мають статус міст-республік, частина з яких об'єднана Ломбардською лігою.
Південь Піренейського півострова в руках у маврів. Північну частину півострова займають християнські Кастилія, Леон (Астурія, Галісія), Наварра, Арагонське королівство (Арагон, Барселона) та Португалія. Іоанн Безземельний є королем Англії (до 1216), а королем Данії — Вальдемар II (до 1241).
У Києві знову став княжити Інгвар Ярославич (до 1204), Роман Мстиславич княжить у Галицько-Волинському князівстві (до 1205), а Олег Святославич — ймовірно, в Чернігові (до 1204), Всеволод Велике Гніздо — у Володимирі-на-Клязмі (до 1212). Новгородська республіка та Володимиро-Суздальське князівство фактично відокремилися від Русі. У Польщі період роздробленості. На чолі королівства Угорщина стоїть Імріх I (до 1204).
В Єгипті, Сирії та Палестині править династія Аюбідів, невеликі території на Близькому Сході утримують хрестоносці.
У Магрибі панують Альмохади. Сельджуки окупували Малу Азію. Хорезм став наймогутнішою державою Середньої Азії. Гуриди контролюють Афганістан та Північну Індію. У Китаї співіснують держава ханців, де править династія Сун, держава чжурчженів, де править династія Цзінь, та держава тангутів Західна Ся. Почалося піднесення монголів. На півдні Індії домінує Чола. В Японії триває період Камакура.

## Події
- Спустошення Києва половцями, прикликаними князем Рюриком Ростиславичем. Відвоювання Києва Романом Мстиславичем, повернення Інгвара Ярославича на київський престол.
- Четвертий хрестовий похід:
  - Допомагаючи Олексію IV Ангелу, хрестоносці взяли в облогу Диррахій, жителі якого визнали Олексія III Ангела імператором. Хрестоносці захопили також острів Корфу.
  - У червні хрестоносці підійшли до Константинополя і взяли в облогу місто.
  - У липні хрестоносці оволоділи частиною контстантинопольських мурів. Олексій III Ангел зі скрарбницею та донькою Іриною втік.
  - Імператором вдруге проголошено випущеного з в'язниці Ісаака II Ангела. Співкерівником Ісаака став Олексій IV Ангел, правлячи практично самостійно.
  - У серпні імператором Візантії офіційно став Олексій IV Ангел, син Ісаака II (правив до січня 1204 року). Всі скарби міста відправили хрестоносцям. Олексій III Ангел утік до Андріанополя, де намагався зібрати війська, але його вигнав маркіз Боніфацій Монферратський, після чого він сховався в Лариссі.
- Французький король Філіп II Август увійшов у Руан, розпочавши возз'єднання Нормандії з Францією.
- Бретань збунтувала проти англійського короля Іоанна Безземельного після вбивства Артура I.
- Боснійський бан Кулін визнав католицизм офіційною релігією в Боснії.
- Династія Альмохадів приєднала до своїх володінь острів Мальорку.
- У Монголії Темуджин посварився з вождем кереїтів Тогрулом. Спочатку він утік до озера Байкал, потім повернувся й завдав поразки своєму супротивнику. Кереїти влилися в лави монголів.
- Мінамото но Санетомо став третім сьоґуном Камакурського сьоґунату.
- Племена сосо напали на Гану, частина населення втекла в інші регіони. Малі почав занепадати.
- На острові Пате в Кенії почала правити династія Нахбані, яка володіла островом до 1908 року.

## Народились
- 14 квітня — Енріке I Кастильський, король Кастилії

## Померли
- 3 квітня — Артур I, герцог Бретані